# آنتوان دو کون
آنتوان دو کون (فرانسوی: Antoine de Caunes‎؛ زادهٔ ۱ دسامبر ۱۹۵۳) یک مجری تلویزیون، هنرپیشه، صداپیشه، خواننده و کارگردان فیلم اهل فرانسه است.
از فیلم‌ها یا برنامه‌های تلویزیونی که وی در آن نقش داشته‌است می‌توان به تعطیلات مستر بین، کاملوت و مجموعه تلویزیونی کَـمِـلوت اشاره کرد.